# Jürg Marmet

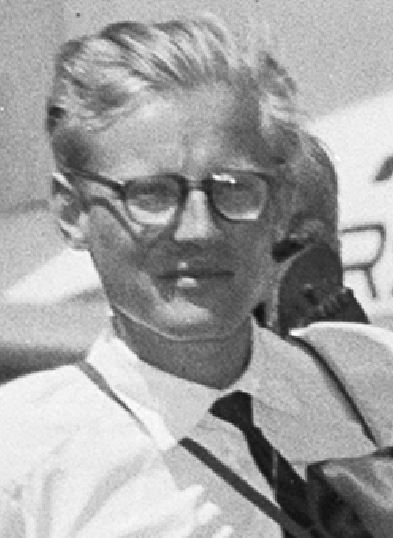
Jürg Marmet (1956)

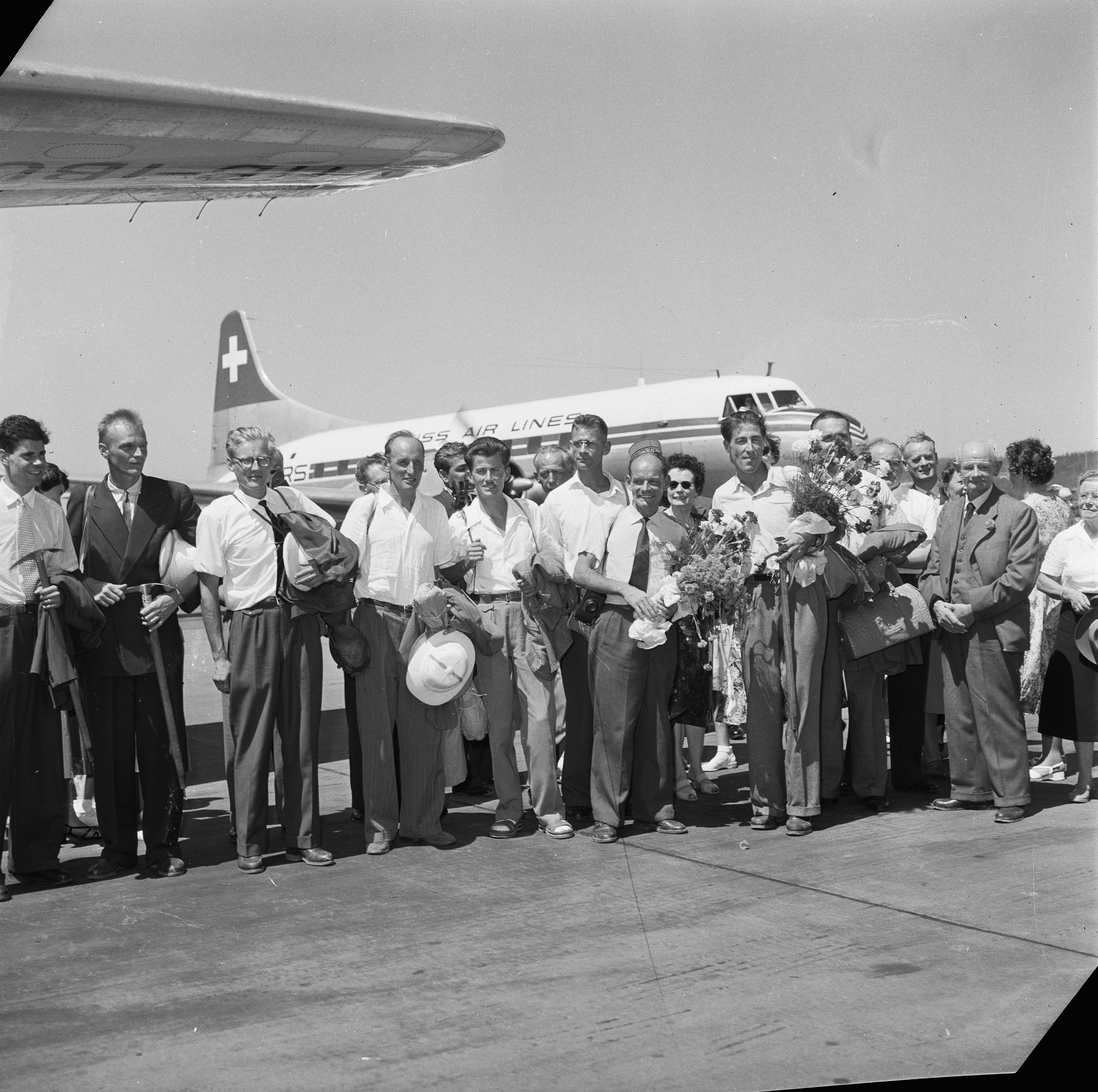
Himalaya-Expedition 1956: Jürg Marmet 3. von links

Jürg Marmet (* 14. September 1927; † 8. März 2013 in Allschwil) war ein Schweizer Bergsteiger, Bergführer und Chemiker. Ihm gelang mit Ernst Schmied am 23. Mai 1956 die zweite Besteigung des Mount Everest. Beide waren damit die ersten Schweizer auf dem höchsten Berg der Erde.

## Leben
Er erwarb mit 22 Jahren das Schweizer Bergführerpatent und bestieg zahlreiche Gipfel in den Alpen. Von 1952 bis 1958 war er Rettungsfallschirmer und Bergretter bei der Schweizerischen Rettungsflugwacht, ausgebildet bei der Royal Air Force.
Marmet studierte Chemieingenieurwesen an der ETH und schloss 1956 mit einer Dissertation über Humantoxikologie als Doktor der Chemie ab. Diese wurde auf dem 12. Internationalen Kongress für Arbeitsmedizin 1957 in Helsinki mit dem Internationalen Preis Nicolò Castellino ausgezeichnet. Er war unter anderem Direktor der Sparte Agrarchemie der Firma Hoffmann-La Roche in Basel.
Als Wissenschaftler und Bergführer nahm er 1953 an der Baffin Island Expedition des Arctic Institute of North America teil, dabei gelangen ihm mit Gefährten sieben Erstbesteigungen, darunter am 13. Juli 1953 der Mount Asgard (2011 m) und die Tête Blanche (2156 m), höchster Berg der Halbinsel Cumberland.
1956 war er Mitglied der Schweizer Everest-Lhotse-Expedition, bei der er für die Sauerstoffgeräte verantwortlich war.
1960 folgte eine wissenschaftliche Expedition nach Axel Island westlich von Grönland.
Marmet war bis 2003 Präsident der King Albert I. Memorial Foundation, während zehn Jahren Präsident und später Ehrenpräsident der Schweizerischen Stiftung für Alpine Forschung.
Marmet war verheiratet und hatte drei Kinder. Er wurde 1992 pensioniert und lebte in Allschwil. Er verstarb im März 2013 nach längerer Krankheit 85-jährig.